# Arquidiócesis de Nankín
La arquidiócesis de Nankín o de Nanjing (en latín: Archidioecesis Nanchinen(sis) y en chino: 天主教南京总教区) es una circunscripción eclesiástica de la Iglesia católica en China. Se trata de una arquidiócesis latina, sede metropolitana de la provincia eclesiástica de Nankín. Desde 22 de septiembre de 2018 su arzobispo es Francis Xavier Lu Xinping, aunque para el Anuario Pontificio es sede vacante desde el 16 de agosto de 1978. La Asociación Patriótica Católica China la redujo a diócesis de Nankín y le nombró un obispo el 15 de noviembre de 1959. En enero de 1981 recibió parte de la diócesis de Haimen. En agosto de 1981 se fusionó con parte de la abolida prefectura apostólica de Haizhou y con la prefectura apostólica de Yangzhou. También transfirió parte de su territorio a la diócesis de Suzhou, todo sin asentimiento de la Santa Sede.

## Territorio y organización
La arquidiócesis extiende su jurisdicción sobre los fieles católicos de rito latino residentes en parte de la provincia de Jiangsu.
La sede de la arquidiócesis se encuentra en la ciudad de Nankín, en donde se halla la Catedral de la Inmaculada Concepción.
La arquidiócesis tiene como sufragáneas a las diócesis de: Haimen, Shanghái, Suzhou y Xuzhou.
En 1950 en la arquidiócesis existían 17 parroquias.

## Historia
El vicariato apostólico de Nankín fue erigido el 17 de agosto de 1658, separando territorio de la diócesis de Macao. Dependía directamente de la Congregación de Propaganda Fide.
El 10 de abril de 1690 mediante la bula Romanus Pontifex el papa Alejandro VIII erigió la diócesis de Nankín, sin precisar sus delimitaciones territoriales: « ... Propterea dictum oppidum de Nankim a dioecesi Macaonensi dismembrari et in civitatem, dictamque ecclesiam Beatae Virginis in cathedralem erigi... ». Originalmente era sufragánea de la arquidiócesis de Goa y estaba bajo el control del Padroado real de Portugal.
El 15 de octubre de 1696 mediante el breve E sublimi Sedis el papa Inocencio XII definió los límites de la diócesis, comprendiendo las dos provincias chinas de Nankín y Henan. Con el mismo breve, con territorio desmembrado de la diócesis de Nankín fueron erigidos los vicariatos apostólicos de Chekiang (hoy diócesis de Ningbo), de Fokien (hoy arquidiócesis de Fuzhou), de Hukwang (hoy arquidiócesis de Hankou), de Kiangsi (hoy arquidiócesis de Nanchang), de Kweichow (hoy arquidiócesis de Guiyang) y de Yunnan (hoy arquidiócesis de Kunming).
En 1844 cedió otra porción de su territorio para la erección del vicariato apostólico de Henan (hoy diócesis de Nanyang).
El 21 de enero de 1856 la diócesis fue suprimida por el papa Pío IX y se erigió en su territorio el nuevo vicariato apostólico de Kiang-nan. Esta decisión de la Santa Sede supuso el fin del patronato portugués sobre la diócesis y, en consecuencia, la sustitución de los misioneros portugueses por los jesuitas franceses.
El 8 de agosto de 1921, mediante el breve Ex hac Beati Petri del papa Benedicto XV, cedió una parte de su territorio para la erección del vicariato apostólico de Anhui (hoy diócesis de Wuhu), asumiendo al mismo tiempo el nombre de vicariato apostólico de Kiangsu. El 1 de mayo de 1922 volvió a cambiar su nombre por el de vicariato apostólico de Nankín.
El 11 de agosto de 1926 cedió una porción de su territorio para la erección del vicariato apostólico de Haimen (hoy diócesis de Haimen) mediante la bula Ut aucto del papa Pío XI.
El 24 de marzo de 1927, el Ejército Nacional Revolucionario capturó Nankín en la Expedición al Norte. El 18 de abril Chiang Kai-shek estableció el Gobierno Nacional en Nankín, designándola como capital de China.
El 1 de julio de 1931 cedió una porción de su territorio para la erección de la prefectura apostólica de Xuzhou (hoy diócesis de Xuzhou) mediante el breve Ad rei christianae del papa Pío XI.
El 3 de diciembre de 1933 cedió otra porción de su territorio para la erección del vicariato apostólico de Shanghái (hoy diócesis de Shanghái) mediante la bula Iampridem Apostolica del papa Pío XI.
El 13 de diciembre de 1937 el ejército de Japón capturó Nankín, ejecutando la Masacre de Nankín.
El 11 de abril de 1946 el vicariato apostólico fue elevado al rango de arquidiócesis metropolitana con la bula Quotidie Nos del papa Pío XII.
Tras la derrota japonesa en la Segunda Guerra Mundial y la retirada de sus tropas de China en 1945, el 5 de mayo de 1946 Nankín volvió a ser la capital nacional.
El Partido Comunista de China se impuso en la guerra civil, ocupó Nankín en abril de 1949 y proclamó la República Popular China el 1 de octubre de 1949. El 4 de septiembre de 1951 China comunista expulsó al nuncio apostólico Antonio Riberi y la Santa Sede continuó reconociendo a la República de China en Taiwán como el legítimo gobierno chino. Todos los misioneros extranjeros fueron expulsados de China comunista en 1952.
La Asociación Patriótica Católica China fue creada con el apoyo de la Oficina de Asuntos Religiosos de la República Popular de China en 1957, con el objetivo de controlar las actividades de los católicos en China. Su nombre público es Iglesia católica china y es referida como la "Iglesia oficial" en contraposición a la "Iglesia subterránea" o "Iglesia clandestina" leal a la Santa Sede.
En el período de 1966 a 1976 la Revolución Cultural se ensañó especialmente contra la religión, destruyéndose numerosas iglesias y cesaron todas las actividades religiosas en la arquidiócesis. A principios de la década de 1980 la arquidiócesis reanudó sus operaciones.
La Asociación Patriótica Católica China la redujo a diócesis de Nankín y le nombró un obispo el 15 de noviembre de 1959. En enero de 1981 recibió parte de la diócesis de Haimen. En agosto de 1981 se fusionó con parte de la abolida prefectura apostólica de Haizhou y con la prefectura apostólica de Yangzhou. También transfirió parte de su territorio a la diócesis de Suzhou, todo sin asentimiento de la Santa Sede.
En 1980 Joseph Qian Huimin fue nombrado administrador de Nankín y fue ordenado obispo de la diócesis en julio del año siguiente. Murió el 20 de mayo de 1993.
El 20 de abril de 2005 murió el obispo Joseph Liu Yuanren, jefe de la diócesis desde 1993 y desde 1998 presidente de la Conferencia Episcopal China (oficial); le sucedió el coadjutor Francis Xavier Lu Xinping, consagrado obispo por el mismo Yuanren, sin mandato de la Santa Sede, el 6 de enero de 2000.
El 22 de septiembre de 2018 se firmó en Pekín el Acuerdo provisional entre la Santa Sede y la República Popular de China sobre el nombramiento de los obispos. Tras el acuerdo, el papa Francisco readmitió al obispo "oficial" Giuseppe Ma Yinglin en la comunión eclesial. La comunicación de la Santa Sede sobre la tarea pastoral que le ha sido confiada como obispo de Kunming fue recibida por el interesado el 12 de diciembre de 2018 en Pekín en el marco de una celebración eclesial.
El 22 de octubre de 2020 el acuerdo fue prorrogado por otros dos años y en octubre de 2022 por otros dos años más.
Debido a la situación particular de la Iglesia católica en China, la Santa Sede no nombra obispos para las diócesis chinas, que son sedes oficialmente vacantes incluso en presencia de obispos reconocidos por Roma.

## Estadísticas
Según el Anuario Pontificio 1951 la arquidiócesis tenía a fines de 1950 un total de 32 536 fieles bautizados.
| Año                                                                             | Población            | Población | Población      | Sacerdotes | Sacerdotes    | Sacerdotes    | Bautizados por sacerdote | Diáconos permanentes | Religiosos | Religiosos | Parroquias |
| Año                                                                             | Bautizados católicos | Total     | % de católicos | Total      | Clero secular | Clero regular | Bautizados por sacerdote | Diáconos permanentes | Varones    | Mujeres    | Parroquias |
| ------------------------------------------------------------------------------- | -------------------- | --------- | -------------- | ---------- | ------------- | ------------- | ------------------------ | -------------------- | ---------- | ---------- | ---------- |
| 1950                                                                            | 32 536               | 6 000     | 0.5            | 47         | 37            | 10            | 692                      |                      | 10         | 33         | 17         |
| Fuente: Catholic-Hierarchy, que a su vez toma los datos del Anuario Pontificio. |                      |           |                |            |               |               |                          |                      |            |            |            |

Según la Guide to the Catholic Church in China 2008, la arquidiócesis de Nankín cuenta con más de 100 000 fieles, con 11 parroquias y unos 20 sacerdotes.

## Episcopologio

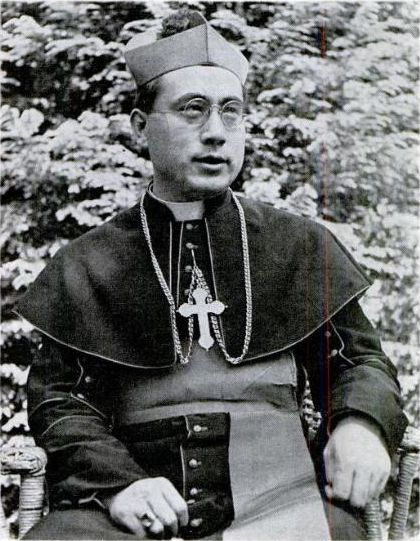
Cardenal Paul Yü Pin, arzobispo de Nankín entre 1936 y 1978

- Ignace Cottolendi, M.E.P. † (20 de septiembre de 1660-16 de agosto de 1662 falleció)
- Gregory Luo Wen-zao (Lopez), O.P. † (4 de enero de 1674-27 de febrero de 1691 falleció)
  - Giovanni Francesco de Nicolais, O.F.M.Ref. † (1691-1693 o 1694 renunció) (obispo electo)
- Alessandro Ciceri, S.I. † (25 de enero de 1694-22 de diciembre de 1703 falleció)
- Antonio de Silva, S.I. † (1705?-?)
- António Paes Godinho, S.I. † (11 de febrero de 1718-11 de febrero de 1721 renunció)
- Emmanuel de Jesus-Maria-Joseph, O.F.M.Ref. † (12 de febrero de 1721-6 de julio de 1739 falleció)
- Francesco de Santa Rosa de Viterbo, O.F.M.Ref. † (26 de noviembre de 1742-21 de marzo de 1750 falleció)
- Gottfried Xaver von Laimbeckhoven, S.I. † (15 de mayo de 1752-22 de mayo de 1787 falleció)
  - Eusebio Luciano Carvalho Gomes da Silva, C.M. † (14 de diciembre de 1789-30 de marzo de 1790 falleció) (obispo electo)
- Caetano Pires Pereira, C.M. † (20 de agosto de 1804-2 de noviembre de 1838 falleció)
  - Lodovico Maria Besi † (19 de diciembre de 1839-9 de julio de 1848 renunció) (administrador apostólico)
  - Francesco Saverio Maresca, O.F.M. † (9 de julio de 1848 por sucesión-2 de noviembre de 1855 falleció) (administrador apostólico)
  - Luigi Celestino Spelta, O.F.M.Ref. † (2 de noviembre de 1855 por sucesión-2 de abril[20] 1856 nombrado vicario apostólico de Hupeh) (administrador apostólico)
- André-Pierre Borgniet, S.I. † (24 de abril de 1859-31 de julio de 1862 falleció)
- Adrien-Hyppolyte Languillat, S.I. † (9 de septiembre de 1864-30 de noviembre de 1878 falleció)
- Valentin Garnier, S.I. † (21 de enero de 1879-14 de agosto de 1898 falleció)
- Jean-Baptiste Simon, S.I. † (7 de enero de 1899-18 de agosto de 1899 falleció)
- Próspero París, S.I. † (6 de abril de 1900-13 de mayo de 1931 falleció)
- Auguste Haouisée, S.I. † (13 de mayo de 1931 por sucesión-13 de diciembre de 1933 nombrado vicario apostólico de Shanghái)
- Paul Yü Pin † (7 de julio de 1936-16 de agosto de 1978 falleció)
  - Sede vacante
  - Ignazio Kung Pin-mei † (15 de julio de 1950-12 de marzo de 2000 falleció) (administrador apostólico clandestino)
  - John Li Wei-guang † (15 de noviembre de 1959 consagrado-1970? falleció) (obispo oficial)
  - Joseph Qian Huimin † (24 de julio de 1981 consagrado-20 de mayo de 1993 falleció) (obispo oficial)
  - Joseph Liu Yuanren † (7 de diciembre de 1993 consagrado-20 de abril de 2005 falleció) (obispo oficial)
  - Joseph Fan Zhong-liang † (12 de marzo de 2000-16 de marzo de 2014 falleció) (administrador apostólico clandestino)
  - Francis Xavier Lu Xinping, por sucesión el 20 de abril de 2005-22 de septiembre de 2018)
  - Francis Xavier Lu Xinping, desde el 22 de septiembre de 2018 (provisional)